# Невожилде (Лозада)
Невожилде (порт. Nevogilde) — район (фрегезия) в Португалии, входит в округ Порту. Является составной частью муниципалитета Лозада. По старому административному делению входил в провинцию Дору-Литорал. Входит в экономико-статистический субрегион Тамега, который входит в Северный регион. Население составляет 2638 человек на 2001 год. Занимает площадь 3,61 км².